# Jaegwon Kim
Jaegwon Kim (Daegu, 12 september 1934 – 27 november 2019) was een Koreaans-Amerikaans filosoof, bekend van zijn werk op het gebied van de filosofie van de geest en de ontologie. Na een studie aan de Princeton-universiteit werd hij professor aan de Brown-universiteit.

## Werk
In de filosofie van de geest is Kim bekend voor zijn werk over mentale oorzakelijkheid en het lichaam-geest probleem. Centrale thema's in zijn werk zijn de afwijzing van de Cartesiaanse metafysica, de beperkingen van een strikte lichaam-geest tweedeling, superveniëntie (Engels Supervenience, letterlijk: "bovenop komen") en de individuatie ofwel zelfverwezenlijking van gebeurtenissen. Kims werk rond deze onderwerpen en andere hedendaagse metafysische en epistemologische onderwerpen zijn representatief samengevat in het verzamelde werk Supervenience and Mind: Selected Philosophical Essays uit 1993.

## Publicaties
- 1984, "Epiphenomenal and Supervenient Causation", Midwest Studies in Philosophy, Vol. IX, Peter A. French, Theodore E. Uehling, Jr., and Howard K. Wettstein, eds. Minneapolis: University of Minnesota Press, 1984, pp. 257-70.
- 1988, "What is 'Naturalized Epistemology'?", Philosophical Perspectives, Vol. 2 (1988): 381-405.
- 1993, Supervenience and Mind, Cambridge University Press.
- 1998, Mind in a Physical World, MIT Press.
- 2001, "Lonely Souls: Causality and Substance Dualism", in Soul, Body, and Survival, ed. Kevin Corcoran, Cornell U.P., pp. 30-43.
- 2005, Physicalism, or Something Near Enough, Princeton University Press. (Chapter 1 PDF)
- 2006, Philosophy of Mind, 2nd ed., Westview Press.